# Lasówki (ptaki)
Lasówki (Parulidae) – rodzina ptaków z podrzędu śpiewających (Oscines) w obrębie rzędu wróblowych (Passeriformes), obejmująca ponad sto gatunków.

## Rozmieszczenie geograficzne
Rodzina obejmuje gatunki występujące wyłącznie w Ameryce.

## Charakterystyka
Są to małe ptaki, przeważnie owadożerne, zamieszkujące głównie środowiska leśne. Na zachodniej półkuli zajmują podobną niszę ekologiczną, co euroazjatyckie pokrzewki, które przypominają również budową i pokrojem ciała, ale z którymi nie są bliżej spokrewnione. Stąd też ich angielska nazwa new world warblers, czyli „pokrzewki Nowego Świata”.
Lasówki obejmują gatunki żyjące w tropikach jak i w klimacie umiarkowanym. Gatunki północne są wędrowne, składają również więcej jaj niż gatunki tropikalne (do 6), podczas gdy lasówki z południa składają zwykle dwa jaja.

## Systematyka
Do lasówek zaliczane są następujące rodzaje:
- Seiurus Swainson, 1827 – jedynym przedstawicielem jest Seiurus aurocapilla (Linnaeus, 1766) – lasówka złotogłowa
- Helmitheros Rafinesque, 1819 – jedynym przedstawicielem jest Helmitheros vermivorum (J.F. Gmelin, 1789) – lasówka paskogłowa
- Parkesia Sangster, 2008
- Vermivora Swainson, 1827
- Mniotilta Vieillot, 1816 – jedynym przedstawicielem jest Mniotilta varia (Linnaeus, 1766) – pstroszka
- Protonotaria S.F. Baird, 1858 – jedynym przedstawicielem jest Protonotaria citrea (Boddaert, 1783) – bursztynka
- Limnothlypis Stone, 1914 – jedynym przedstawicielem jest Limnothlypis swainsonii (Audubon, 1834) – lasówka bura
- Oreothlypis Ridgway, 1884
- Leiothlypis Sangster, 2008
- Leucopeza P.L. Sclater, 1876 – jedynym przedstawicielem jest Leucopeza semperi P.L. Sclater, 1876 – lucjanka
- Oporornis S.F. Baird, 1858 – jedynym przedstawicielem jest Oporornis agilis (A. Wilson, 1812) – cytrynka obrączkowa
- Geothlypis Cabanis, 1847
- Catharopeza P.L. Sclater, 1880 – jedynym przedstawicielem jest Catharopeza bishopi (Lawrence, 1878) – lasówka okularowa
- Setophaga Swainson, 1827
- Myiothlypis Cabanis, 1850
- Euthlypis Cabanis, 1850 – jedynym przedstawicielem jest Euthlypis lachrymosa (Bonaparte, 1850) – koronówka wachlarzowata
- Basileuterus Cabanis, 1849
- Cardellina Bonaparte, 1850
- Myioborus S.F. Baird, 1865